# Parastasia femorata
Parastasia femorata är en skalbaggsart som beskrevs av Hermann Burmeister 1844. Parastasia femorata ingår i släktet Parastasia och familjen Rutelidae. Inga underarter finns listade i Catalogue of Life.